# Elena di Svezia (moglie di Ingold I)
Elena di Svezia o Elin (in svedese Helena av Sverige; Svezia, XI secolo – inizio XII secolo), forse nota anche come Maer, Mär o Mö (in norreno fanciulla), fu regina consorte di Svezia e moglie di Ingold I, detto il Vecchio. Secondo alcune teorie ricostruttive sarebbe stata sorella del re Blot-Sven di Svezia.

## Biografia

### Nome e origini

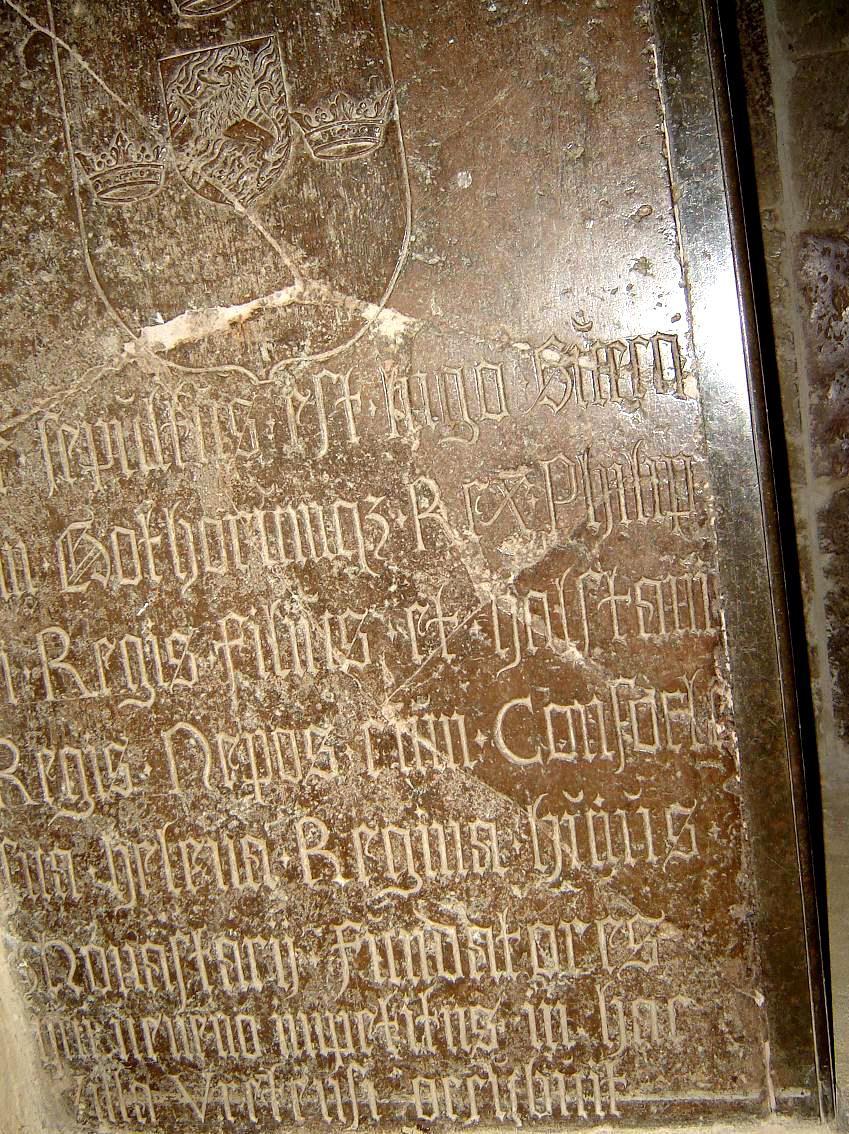
Una lapide del XVII secolo nell'abbazia di Vreta con un’iscrizione parzialmente errata menziona» «Ingi» e «Helen»; la loro sepoltura, situata in qualche punto della chiesa, è stata considerata sicura

Le origini della regina Elena non sono certe, ma le sue attività come regina mostrano un legame con l'Östergötland. L'islandese Saga di Hervor della fine XIII secolo afferma: «Il re Ingold sposò una donna chiamata Maer [o Mö]; il nome di suo fratello era Sven. Nessuno era così caro a Ingold quanto Sven, e perciò Sven divenne un uomo assai potente nel regno». Una fonte più antica, una genealogia reale danese del 1194 circa, riporta invece un altro nome: «La suddetta Cristina, nonna di Valdemaro, era figlia del re svedese Ingold e della regina Elena». «Elena» è come per consuetudine veniva reso dal latino il nome cristiano svedese Elin, mentre Maer è semplicemente una termine norreno che sta per «fanciulla» o «ragazza» (in svedese moderno mö) e potrebbe non essere un nome proprio. Ciò ha indotto gli studiosi a supporre che Ingold si fosse sposato due volte; altri ritengono invece che si trattasse della medesima persona, mentre secondo una terza opinione la coppia di fratelli Maer e Sweyn sarebbe leggendaria o allegorica, poiché in norreno «maiden» e «swain» indicano genericamente una fanciulla e un giovane.

### Contesto religioso
Secondo la Saga di Hervar e la Legenda di Sant'Eskilc realizzata in Svezia nel XIII secolo, Sven usurpò il potere a Ingold I, che fu re di Svezia o di parti della Svezia più volte tra il 1080 e il 1110. Ingold è conosciuto come il monarca che sconfisse i pagani svedesi nelle fasi finali di uno scontro religioso che si svolse in Svezia tra il 1020 circa e il 1080-1090. In larga misura, la sua fazione abolì la libertà religiosa sopprimendo i vecchi riti e richiedendo alla popolazione di professare la fede cristiana. Tuttavia, tracce della religione norrena sopravvissero fino al XII secolo. Il maggiore oppositore di Ingold in questo conflitto fu suo cognato Sven, che fu incoronato sovrano pagano in Svealand e noto come Blot-Sven (Sven il Sacrificatore). Ingold si ritirò in Västergötland, ma le fonti non indicano se portò con sé Maer. Se quest'ultima fosse effettivamente identificabile con Elena e fosse una figura storica, non è noto quale parte avesse preso nella contesa tra pagani e cristiani. La regina avrebbe assistito alla guerra tra il marito cristiano e il fratello pagano, che si concluse con il trionfo di Inge tra il 1083 e il 1087. In seguito, però, ella fu considerata una cristiana pia quando divenne adulta.

### Donazioni ecclesiastiche
Non si conoscono molti dettagli sulla regina Elena, ma se fosse stata sorella di Blot-Sven, probabilmente era pagana come il fratello prima del matrimonio. In tal caso, sarebbe stata convinta, volontariamente o forzatamente, ad accettare la fede cristiana e a convertirsi, ricevendo il nome Elena al battesimo. Anche le sue figlie ricevettero nomi di origine cristiana europea: Cristina, Margherita e Caterina. Dopo la sconfitta dei pagani, fondò, insieme al consorte, il primo convento noto svedese, l'abbazia benedettina di Vreta in Östergötland, tra il 1090 circa e il 1100. Ciò è noto grazie a un parafrase del XVI secolo di un elenco medievale di donazioni: «Re Ingold di Svezia … con la sua regina Elena, fondarono per primi l'abbazia di Vreta; concessero beni e poderi come segue: 4 attung [unità di misura] di terra a Lilla Vreta, 2 attung a [Kungs-]Bro, 9 attung a Brunneby, 4 attung a Håckla, 2 attung a Mjölorp».
Queste terre erano situate vicino a Vreta. La coppia reale donò anche 2 attung a Broby, vicino a Omberg, sempre in Östergötland. Tutte queste donazioni della Götaland orientale al convento rappresentano una pietra miliare nella storia medievale svedese, poiché nel regno non esisteva prima alcun monastero. Forse appartenevano alla regina, come dote o come eredità del presunto fratello Sweyn.
L'elenco del XVI secolo afferma inoltre che una certa Regina Helena donò terre nella parrocchia di Slaka a Vreta e poi entrò nell'abbazia come suora. Da ciò si è ipotizzato che la regina vedova Elena, dopo la morte del marito circa tra il 1105 e il 1110, avesse dedicato gli ultimi anni alla vita monastica. Tuttavia, potrebbe trattarsi anche di un'omonima regina successiva, Elena di Svezia, vedova di Canuto V di Danimarca.

## Possibile ascendenza
Sono state avanzate diverse ipotesi sull'origine di Elena o Maer. Blot-Sven è stato identificato con un certo Sven menzionato nella saga di Ingvar Vittfarne (XIV secolo), pronipote del re Eric Segersäll di Svezia. Ciò renderebbe Maer una cugina di terzo grado del marito. Una pietra runica nella parrocchia di Ballingsta in Uppland (U861) riporta il testo: «Sigtorn … eresse questa pietra e un ponte per suo figlio Ådjärv e per Mö, sua figlia, Etorn e Sven e Vigtorn…» Poiché la pietra risale alla fine dell'XI secolo e il nome Mö è altrimenti non attestato, il runologo Erik Brate ha suggerito che il monumento fosse stato eretto dal padre della regina Mö (Maer) e del fratello Blot-Sweyn. Il nome completo di Mö sarebbe stato in tal caso Mö Sigtornsdotter. Se ciò fosse corretto, Mö-Maer e Helena sarebbero probabilmente due regine distinte, ma questa identificazione è stata criticata come priva di prove corroboranti. Talvolta si è sostenuto anche che Elena fosse di origine greca o rus', ma ciò non è confermato e appare improbabile.

## Confusione con Elena di Skövde
L'identificazione della regina Helena o Elin con la Santa Elena di Skövde (m. c. 1135), vissuta in Svezia nello stesso periodo, è stata a lungo sbadatamente compiuta. Si tratta di un errore storico pacificamente accertato dagli storici moderni.

## Discendenza
Elena ebbe i seguenti figli:
1. Cristina, sposò Mstislav I Vladimirovič,[13] divenuto poi principe di Kiev e antenata di diversi sovrani di Kiev e di Novgorod.[14]
2. Ragnvald, morto prima del padre e padre di Ingrid, che sposò prima il principe danese Henrik Skadelår e poi il re norvegese Harald Gille.[13] Era la madre del pretendente (e presunto assassino) Magnus Henriksson.[15]
3. Margareta Fredkulla, sposò (1) Magnus lo Scalzo, re di Norvegia, e in seguito re Niels di Danimarca;[13] attraverso il suo secondo matrimonio, fu la madre di re Magnus I di Götaland di Västergötland e pretendente al trono di Danimarca.[16]
4. Caterina, sposò un "figlio di re" danese, Björn Haraldsson,[13] con il quale ebbe una figlia Cristina Bjornsdatter che sposò il futuro Erik IX di Svezia.[17]